# Trung tâm Nghiên cứu Langley
Langley Research Center (LaRC hay NASA Langley), Hampton, Virginia gần Chesapeake Bay đối diện với Căn cứ không quân Langley, là một trong những trung tâm nghiên cứu lâu đời nhất của NASA. LaRC tập trung vào nghiên cứu chủ yếu là về vấn đề khí động học nhưng nó cũng đồng thời đảm nhận việc thử nghiệm các phần mềm bay, ví dụ như phần mềm của module Apollo Lunar . Ngài ra, Trung tâm nghiên cứu Langley còn là nơi lên kế hoạch và thiết kế sơ bộ các tàu không gian. Langley cũng từng được cân nhắc để trở thành trung tâm điều hành các chuyến bay có người lái trước khi trung tâm này được lựa chọn xây dựng ở Houston, Texas.

LaRC được National Advisory Committee for Aeronautics (NACA) thành lập từ năm 1917, 2 phần 3 tổng số chương trình nghiên cứu được dành cho vấn đề về hàng không, còn lại là các dự án không gian. Các nhà nghiên cứu tại LaRC được phép sử dụng hơn 40 đường hầm gió để nghiên cứu và cải thiện các vấn đề liên quan đến máy bay như cải thiện độ an toàn, hiệu suất, tính hiệu quả của các chuyến bay. Từ năm 1958 đến 1963, khi NASA (hậu thân của NACA) bắt đầu chương trình Mercury, LaRC đã tham gia chương trình với vai trò là trụ sở của Space Task Group.

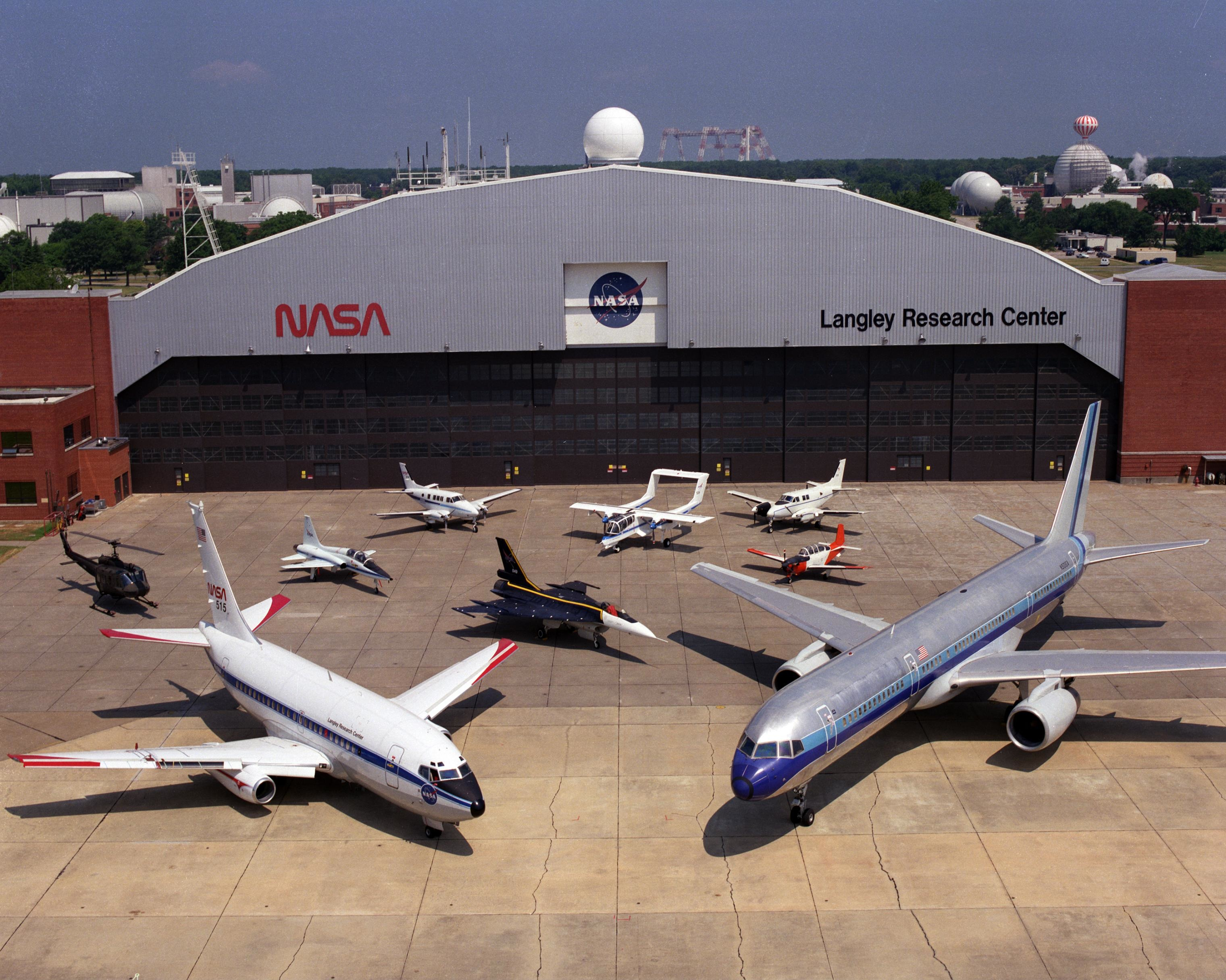
Một số máy bay dùng để nghiên cứu tại Langley, 1994

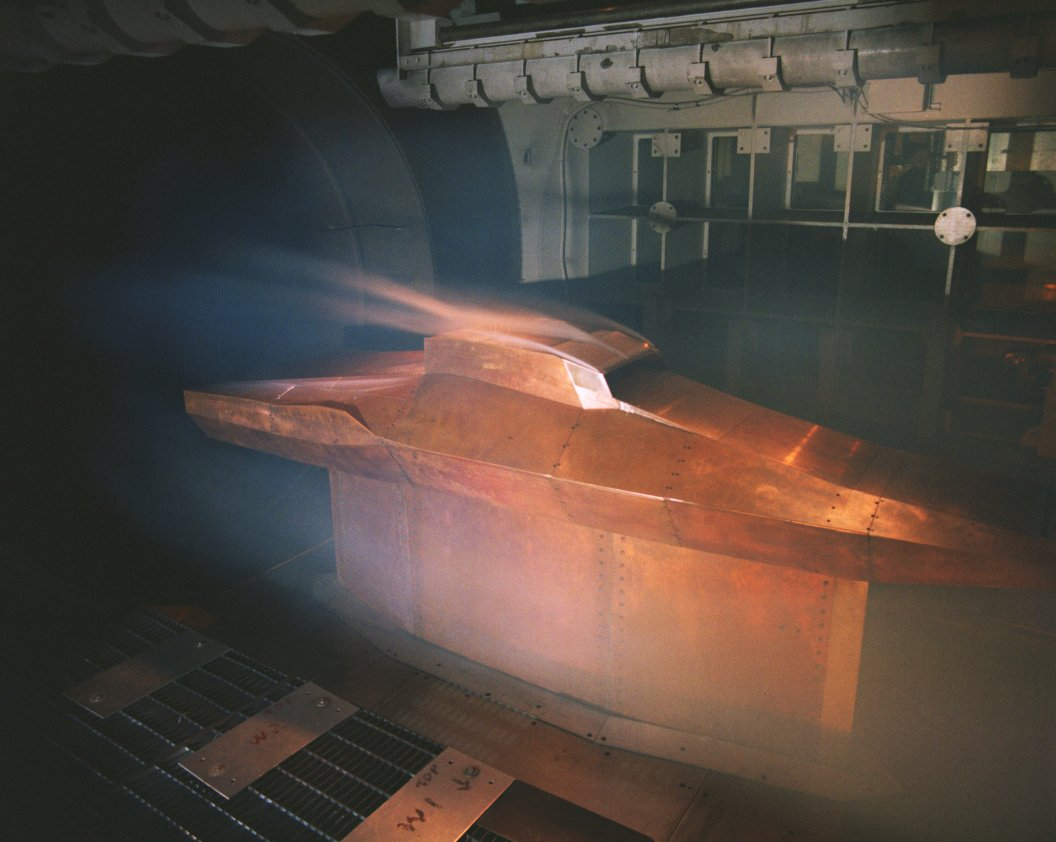
Mô hình kích thước thật của tàu không gian X-43 đang được thử nghiệm trong đường hầm gió nhiệt độ cao.

Tháng 9 năm 2019, sau thời gian phục vụ dưới danh nghĩa giám đốc liên kết và phó giám đốc, Clayton P. Turner được chỉ định làm giám đốc của Trung tâm nghiên cứu Langley.